# Daylight Katy
«Daylight Katy» es una canción interpretada por el músico canadiense Gordon Lightfoot. Fue publicada el 21 de julio de 1978 como el segundo sencillo de su duodécimo álbum de estudio Endless Wire.

## Escritura y temática
Inspirada por el gato de Gordon Lightfoot, la canción trata sobre una mujer llamada Katy que parece no conseguir un trabajo de nueve a cinco.

## Rendimiento comercial
«Daylight Katy» apareció como la canción de apertura en su duodécimo álbum de estudio Endless Wire. La canción alcanzó el puesto #41 en la lista de sencillos del Reino Unido durante la semana del 30 de septiembre de 1978.
En los Estados Unidos, la canción debutó en la posición #37 en la lista Adult Contemporary de la revista Billboard durante la semana del 3 de junio de 1978. «Daylight Katy» alcanzó el puesto #11 en la lista CFUN de Vancouver.

## Posicionamiento
| Gráfica (1978)                                | Pico de posición |
| --------------------------------------------- | ---------------- |
| Canadá (RPM Top Singles)                      | 6                |
| Canadá (RPM Adult Contemporary)               | 44               |
| Estados Unidos (Billboard Adult Contemporary) | 16               |
| Reino Unido (UK Singles Chart)                | 41               |